# Mauricio Rosencof
Mauricio Rosencof (* 30. Juni 1933 in Florida, Uruguay) ist ein Schriftsteller aus Uruguay, der sich in seinen Werken insbesondere sozialen und politischen Themen widmet. Aufgrund seiner Mitgliedschaft in der Guerillabewegung Tupamaros war er von 1972 bis 1985 inhaftiert.

## Leben
Mauricio Rosencofs wurde 1933 in der uruguayischen Stadt Florida als Sohn polnisch-jüdischer Emigranten geboren. Die Herkunft seiner Eltern beeinflusste seine spätere politische Haltung sowie sein Interesse für soziale und politische Themen. Neben seinem beruflichen Wirken als Journalist schrieb er Bühnenwerke, die vor allem in unabhängigen Theatern aufgeführt wurden. In den 1960er Jahren zählte er zu den Gründern und später zur Führungsebene der Guerillabewegung Tupamaros, weswegen er von 1972 bis 1985 inhaftiert war. Nach seiner Entlassung betätigte er sich erneut schriftstellerisch.

## Wirken
Zu den Werken von Mauricio Rosencof, die zum Teil auch in deutscher, englischer, französischer, niederländischer und türkischer Übersetzung erschienen sind beziehungsweise in Lateinamerika und Europa aufgeführt wurden, zählen neben Novellen, Gedichten und Theaterstücken auch Drehbücher für Kino- und Fernsehfilme. Charakteristisch für sein Schaffen ist die Anprangerung sozialer Ungerechtigkeit.

## Werke
- Hundeleben: Literarische Einmischungen eines Tupamaros. Hamburg 1989
- Wie Efeu an der Mauer: Erinnerungen aus den Kerkern der Diktatur. Hamburg 1990. Neuauflage 2019 unter dem Titel Kerkerjahre.
- Das Lied im Kieselstein. Hamburg 1991
- Der Bataraz. Hamburg 1995
- Die Briefe, die nie angekommen sind. Salzburg und Wien 1997
- Der Gesandte des Feuers. Köln 2007
- Kerkerjahre. Hamburg 2019
- Das Schweigen meines Vaters, aus dem Spanischen von Svenja Becker, Hamburg 2024[4]